# Миклош Немет
Миклош Немет (мађ. Németh Miklós; Будимпешта, 23. октобар 1946) је био мађарски спортиста, олимпијски шампион и светски првак у бацању копља. Син Олимпијског шампиона и светског првака у бацању кладива Имре Немета.

## Спортска биографија
Миклош Немет је своје звездане тренутке на атлетском пољу доживео 1976. у Монтреалу, на Летњим олимпијским играма. Освојио је златну олимпијску медаљу са хицем од 94,58 метара, што је уједно био и нови светски рекорд. Друго место је освојио Финска|фински бацач Хану Ситонен (Hannu Siitonen) са даљином од 87,92 метра, дужином краћом за више од 6,5 метара, што показује Миклошеву супериорност у то време.
Миклошев светски рекорд је опстао све до 23. априла 1980. године, када га је претекао његов сународник Ференц Параги (Paragi Ferenc) са даљином од 96.72 m.
После престанка активног бављења атлетиком, 1984. године, посветио се тренерском позиву. Током 1990. године био је тренер италијанске атлетске репрезентације.

## Спортски успеси
- олимпијски шампион (1976. Монтреал)
- носилац златне медаље са Универзијаде (1970)
- четвороструки појединачни шампион Мађарске
- троструки тимски шампион Мађарске
- светски рекордер (1976: 94,58 m)